# Otakar Janecký
 Otakar Janecký (* 26. prosince 1960 v Pardubicích) je český hokejový trenér a bývalý útočník. V současnosti působí jako asistent trenéra v týmu HC Dynamo Pardubice.

## Československá hokejová liga
První extraligový zápas odehrál v osmnácti letech. S Pardubicemi získal dva tituly mistra Československa v letech 1987 a 1989. V sezóně 1988/89 se stal nejlepším nahrávačem ligy.

## Kariéra ve Finsku
V roce 1990 odešel do Finska, v první sezóně v SM-lize nastupoval za klub SaiPa Lappeenranta a od roku 1991 za Jokerit Helsinky, kde strávil celkem 8 sezón. V Helsinkách získal 4 tituly mistra Finska a několik individuálních ocenění (nejlepší hráč finské ligy 1992/93, nejlepší nahrávač play-off 1991/92, nejlepší nahrávač 1992/93, nejlepší hráč play-off 1996/97, člen all-stars teamu). S Jokeritem dvakrát zvítězil v Poháru mistrů evropských zemí (v sezónách 1994/95 a 1995/96). V historických tabulkách klubu je nejlepším nahrávačem a druhým nejproduktivnějším hráčem. Ve Finsku se v devadesátých letech stal jedním z nejrespektovanějších hokejistů, byl oblíben i mezi fanoušky. V roce 2004 se mu dostalo velké pocty, když jeho dres s číslem 91 byl vyvěšen pod strop helsinské Hartwall arény.

## Česká extraliga
Do české extraligy se Janecký vrátil v sezóně 2000/2001 opět do rodných Pardubic. Stal se oblíbeným hráčem domácích diváků. V roce 2003 jako kapitán dovedl Pardubice do finále extraligy, kde jeho tým podlehl Slavii Praha. Svou hráčskou kariéru v Pardubicích ukončil po neshodách s trenérem v roce 2004 a věnoval se tréninku juniorů.

## Ocenění a úspěchy
- 1992 SM-l - All-Star Tým
- 1993 SM-l - Nejlepší nahrávač
- 1993 SM-l - Hráč měsíce listopadu 1992
- 1997 SM-l - Trofej Jariho Kurriho
- 1999 SM-l - Hráč měsíce prosince 1998

## Klubová statistika
| Sezóna        | Klub                         | Soutěž        |     | Základní část | Základní část | Základní část | Základní část | Základní část |    | Play off | Play off | Play off | Play off | Play off |
| Sezóna        | Klub                         | Soutěž        | Z   | G             | A             | B             | TM            | Z             | G  | A        | B        | TM       |          |          |
| 1978–79       | TJ Tesla Pardubice           | ČSHL          | 10  | 1             | 0             | 1             | 34            | —             | —  | —        | —        | —        |          |          |
| 1979–80       | ASD Dukla Jihlava B          | 1.ČSHL        | —   | 14            | —             | —             | —             | —             | —  | —        | —        | —        |          |          |
| 1981–82       | TJ Tesla Pardubice           | ČSHL          | 44  | 17            | 20            | 37            | —             | —             | —  | —        | —        | —        |          |          |
| 1982–83       | TJ Tesla Pardubice           | ČSHL          | 44  | 18            | 26            | 44            | 70            | —             | —  | —        | —        | —        |          |          |
| 1983–84       | TJ Tesla Pardubice           | ČSHL          | 38  | 11            | 15            | 26            | 39            | —             | —  | —        | —        | —        |          |          |
| 1984–85       | TJ Tesla Pardubice           | ČSHL          | 43  | 9             | 25            | 34            | 40            | —             | —  | —        | —        | —        |          |          |
| 1985–86       | TJ Tesla Pardubice           | ČSHL          | 47  | 26            | 27            | 53            | —             | —             | —  | —        | —        | —        |          |          |
| 1986–87       | TJ Tesla Pardubice           | ČSHL          | 43  | 17            | 23            | 40            | 48            | —             | —  | —        | —        | —        |          |          |
| 1987–88       | TJ Tesla Pardubice           | ČSHL          | 44  | 20            | 29            | 49            | —             | —             | —  | —        | —        | —        |          |          |
| 1988–89       | TJ Tesla Pardubice           | ČSHL          | 44  | 13            | 41            | 54            | 40            | —             | —  | —        | —        | —        |          |          |
| 1989–90       | TJ Tesla Pardubice           | ČSHL          | 44  | 22            | 28            | 50            | 34            | —             | —  | —        | —        | —        |          |          |
| 1990–91       | SaiPa                        | SM-l          | 44  | 21            | 39            | 60            | 32            | —             | —  | —        | —        | —        |          |          |
| 1991–92       | Jokerit                      | SM-l          | 42  | 17            | 35            | 52            | 49            | 10            | 2  | 11       | 13       | 6        |          |          |
| 1992–93       | Jokerit                      | SM-l          | 46  | 10            | 43            | 53            | 56            | 3             | 2  | 5        | 7        | 4        |          |          |
| 1993–94       | Jokerit                      | SM-l          | 48  | 10            | 42            | 52            | 24            | 12            | 5  | 4        | 9        | 14       |          |          |
| 1994–95       | Jokerit                      | SM-l          | 50  | 12            | 38            | 50            | 26            | 11            | 2  | 13       | 15       | 8        |          |          |
| 1995–96       | Jokerit                      | SM-l          | 46  | 17            | 38            | 55            | 24            | 11            | 3  | 16       | 19       | 8        |          |          |
| 1996–97       | Jokerit                      | SM-l          | 38  | 13            | 31            | 44            | 38            | 9             | 2  | 13       | 15       | 8        |          |          |
| 1997–98       | Jokerit                      | SM-l          | 46  | 7             | 20            | 27            | 36            | 8             | 4  | 4        | 8        | 2        |          |          |
| 1998–99       | Jokerit                      | SM-l          | 39  | 13            | 32            | 45            | 40            | 2             | 2  | 1        | 3        | 0        |          |          |
| 1999–00       | Espoo Blues                  | SM-l          | 51  | 13            | 28            | 41            | 52            | 4             | 0  | 3        | 3        | 10       |          |          |
| 2000–01       | HC IPB Pojišťovna Pardubice  | ČHL           | 48  | 10            | 29            | 39            | 26            | 7             | 0  | 6        | 6        | 0        |          |          |
| 2001–02       | HC IPB Pojišťovna Pardubice  | ČHL           | 48  | 4             | 24            | 28            | 100           | 5             | 2  | 0        | 2        | 10       |          |          |
| 2002–03       | HC ČSOB Pojišťovna Pardubice | ČHL           | 44  | 5             | 14            | 19            | 32            | 18            | 2  | 2        | 4        | 6        |          |          |
| 2003–04       | HC Moeller Pardubice         | ČHL           | 43  | 1             | 11            | 12            | 55            | —             | —  | —        | —        | —        |          |          |
| 2004–05       | HC Vrchlabí                  | KHP           | 2   | 2             | 2             | 4             | —             | —             | —  | —        | —        | —        |          |          |
| Celkem v ČSHL | Celkem v ČSHL                | Celkem v ČSHL | 401 | 154           | 234           | 388           | —             | —             | —  | —        | —        | —        |          |          |
| Celkem v SM-l | Celkem v SM-l                | Celkem v SM-l | 450 | 133           | 346           | 479           | 377           | 70            | 22 | 70       | 92       | 60       |          |          |
| Celkem v ČHL  | Celkem v ČHL                 | Celkem v ČHL  | 183 | 20            | 78            | 98            | 213           | 30            | 4  | 8        | 12       | 16       |          |          |

## Reprezentace
Byl členem československé i české hokejové reprezentace na několika vrcholných světových turnajích, odkud si odvezl celkem čtyři bronzové medaile (Mistrovství světa v ledním hokeji 1989, 1992 a 1993 a Zimní olympijské hry 1992). V národním týmu hrál také na nepříliš úspěšných Zimních olympijských hrách 1994 a mistrovství světa 1994.
| Rok                       | Tým                       | Soutěž                    | Z  | G  | A  | B  | TM |
| ------------------------- | ------------------------- | ------------------------- | -- | -- | -- | -- | -- |
| 1980                      | Československo 20         | MSJ                       | 2  | 0  | 2  | 2  | 0  |
| 1989                      | Československo            | MS                        | 10 | 4  | 2  | 6  | 2  |
| 1992                      | Československo            | OH                        | 8  | 4  | 3  | 7  | 2  |
| 1992                      | Československo            | MS                        | 8  | 1  | 4  | 5  | 6  |
| 1993                      | Česko                     | MS                        | 8  | 1  | 4  | 5  | 2  |
| 1994                      | Česko                     | OH                        | 8  | 2  | 5  | 7  | 6  |
| 1994                      | Česko                     | MS                        | 6  | 0  | 2  | 2  | 0  |
| Seniorská kariéra celkově | Seniorská kariéra celkově | Seniorská kariéra celkově | 48 | 12 | 20 | 32 | 18 |